# Hoekgetrouwe equivalentie
In de hoekgetrouwe meetkunde, een deelgebied van de wiskunde, en in de theoretische natuurkunde, worden twee metrieken hoekgetrouw equivalent of hoekgetrouw gelijkwaardig genoemd als er een hoek-behoudende transformatie bestaat, die de ene metriek op de andere metriek afbeeldt. De betreffende hoek-behoudende transformatie kan door een biholomorfe gelijkwaardigheid worden gegeven.
Meer in het algemeen zijn twee riemann-metrieken op een variëteit {\displaystyle M} hoekgetrouw equivalent als de ene uit de andere kan worden verkregen door vermenigvuldiging met een positieve functie op {\displaystyle M}.